# Šipkovica
Šipkovica (makedonsky: Шипковица, albánsky: Shipkovica) je vesnice v Severní Makedonii. Nachází se v opštině Tetovo v Položském regionu.

## Geografie
Vesnice se nachází v pohoří Šar Planina, v nadmořské výšce 820 metrů. Šipkovica je geograficky součástí Položské kotliny a leží v blízkosti toku řeky Pena. Katastr vesnice se dotýká katastru vesnic Brodec (na severu), Selce (na severovýchodě), Gajre (na jihu) a Vešala (na západě). Od města Tetovo je vzdálená 11 km.
Místní obyvatelstvo se zabývá především chovem zvířat a obchodem s živočišnými produkty.

## Historie
Šipkovica je jednou z nejstarších vesnic v Dolním Pologu. Zpočátku byla vesnice čistě makedonská, během nadvlády Osmanské říše se sem však začalo stěhovat albánské muslimské obyvatelstvo a původní makedonské klany se odsud vystěhovaly. Poslední makedonské rodiny se vystěhovaly ke konci 19. století, především do Tetova a vesnice Lavce.
Současné obyvatelstvo vzešlo z muslimských Albánců a islamizovaného makedonského obyvatelstva, které díky sňatků bylo i albanizováno.
Podle záznamů Vasila Kančova z roku 1900 žilo ve vesnici 500 obyvatel albánské národnosti.

#### Kostel v Šipkovici
Na místě budovy úřadu stál podle archeologických nálezů kostel, který zde kdysi postavilo makedonské obyvatelstvo. Kolem něj se nacházel i pravoslavný hřbitov. V roce 1935 zde skupina obyvatel z Tetova nalezla kříže, lampy a základy kostela. Název kostela však není znám a datuje se do dob raného středověku před obsazením Osmanskou říší.

## Demografie
Podle sčítání lidu z roku 2021 žije ve vesnici 1 540 obyvatel, z nichž se většina hlásí k albánské národnosti.
| Rok          | 1900 | 1905 | 1948 | 1953 | 1961 | 1971 | 1981 | 1994 | 2002 | 2021 |
| ------------ | ---- | ---- | ---- | ---- | ---- | ---- | ---- | ---- | ---- | ---- |
| Obyvatelstvo | 500  | 640  | 1357 | 1485 | 1566 | 2106 | 2512 | 2571 | 2826 | 1540 |